# Shyla Stylez

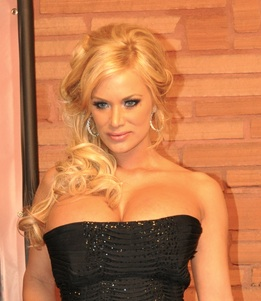
Shyla Stylez (2011)

Shyla Stylez (bürgerlich Amanda Friedland; * 23. September 1982 in Armstrong, British Columbia; † 9. November 2017 ebenda) war eine kanadische Pornodarstellerin. 2016 wurde sie in die AVN Hall of Fame aufgenommen.

## Leben
Shyla Stylez stammte aus einer Kleinstadt im kanadischen British Columbia. Nach der Highschool zog sie nach Vancouver, wo sie nackt für verschiedene Internetauftritte posierte. Im Alter von 18 Jahren begann sie, als Stripperin zu arbeiten. Im August 2000 zog Shyla Stylez nach Los Angeles und begann ihre Karriere als Pornodarstellerin bei Anabolic Productions. 2002 unterzog sie sich zwei Operationen, um sich ihre Brüste durch Implantate vergrößern zu lassen.
Ihr bevorzugtes Genre für Pornofilme war Gonzo, wie beispielsweise Flesh Hunter. Sie wirkte aber auch in einigen Pornospielfilmen mit. Zeitweise arbeitete Shyla Stylez exklusiv für Jill Kelly Productions (2002–2005). Sie ist auch in der interaktiven DVD-Reihe My Plaything … zu sehen.
Shyla Stylez war mit Bob Friedland, dem Geschäftsführer von Jill Kelly Productions, verheiratet. Die Ehe wurde 2003 geschieden.
Stylez war in einen Skandal mit dem ehemaligen Orange-County-Assistant-Sheriff George Jaramillo involviert, über den berichtet wurde, dass er mit ihr mehrere sexuelle Begegnungen gehabt habe.
Im März 2012 gab sie bekannt, bis auf Weiteres nur noch für ihre eigene Website zu produzieren und sich ansonsten aus dem Geschäft zurückzuziehen.
Stylez starb im November 2017 im Alter von 35 Jahren aus unbekannten Gründen. Sie war vor August Ames, Yurizan Beltran, Olivia Nova und Olivia Lua die erste von fünf Pornodarstellerinnen, die um den Jahreswechsel 2017/18 innerhalb weniger Wochen nacheinander gestorben waren.

## Filmografie (Auswahl)

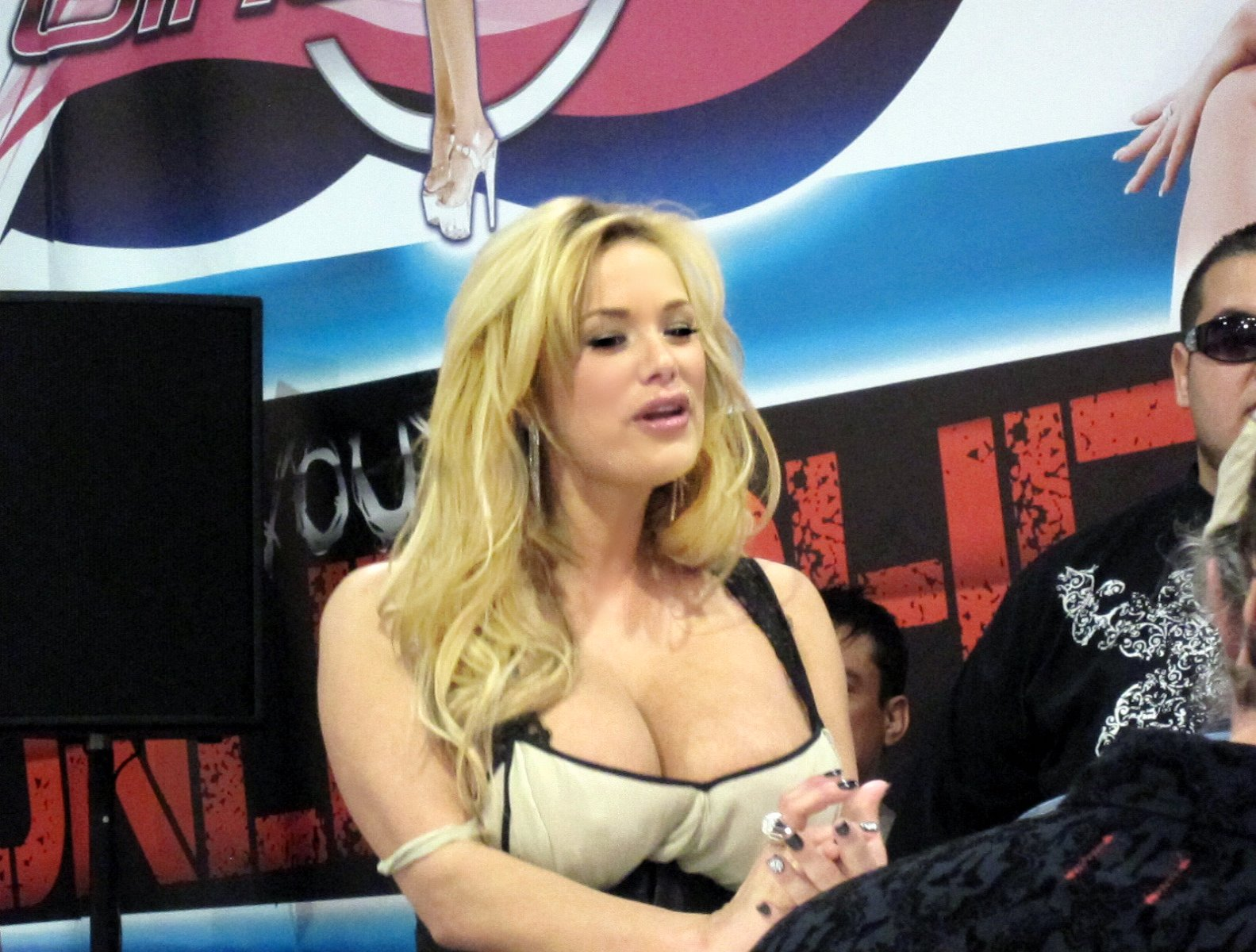
Shyla Stylez (2010)

- 2002: Snoop Dogg’s Hustlaz: Diary of a Pimp
- 2002: Ass Worship 2
- 2003: The Fashionistas
- 2006: Girlvana 2
- 2006: Jack’s POV 5
- 2006: Fucked on Sight 1
- 2006: My Plaything …
- 2007: Coming Home
- 2007: Big Wet Tits 5
- 2007–2013: My First Sex Teacher 12, 26, 17159
- 2007: Operation: Desert Stormy
- 2007: Housewife 1 on 1 6
- 2008: Big Wet Tits 7
- 2008: Internal Damnation 2
- 2008: Big Tits at School 1
- 2008: Pirates II: Stagnetti’s Revenge
- 2008: No Man’s Land 45
- 2008: Nurses
- 2008: Performers of the Year 2009
- 2009: Flight Attendants
- 2009: Assparade 25
- 2009: Naughty Country Girls 2
- 2009: Busty Solos 3
- 2009: My Sister's Hot Friend 17
- 2009: Big Tits Boss 7
- 2009: Big Butts Like It Big 2
- 2009: Monster Curves 5
- 2009: Jack’s Playground: Big Ass Show 9
- 2009: Internal Cumbustion 15
- 2009: Big Tit Cream Pie 2
- 2010: Big Boob Car Wash
- 2010: Busty Lifeguards
- 2010: Brazzers Live 5: Ultimate Surrender
- 2010: Big Tits in Sports 5
- 2010: My Wife's Hot Friend 7
- 2010: Diesel Dongs 13
- 2010: Hosed
- 2010: Bra Busters 1
- 2010: Speed
- 2011: Hidden Slut
- 2011: Lust Lovers 2
- 2011: MILFs Like It Big 10
- 2011: Breast Fed 2
- 2012: Cream Within A Dream
- 2012: Ending the Year in Stylez
- 2012: Doctor Adventures Vol. 14
- 2012: Justice League Of Pornstar Heroes: (Animated Cartoon Edition)
- 2013: Pornstars Like It Big 17
- 2013: Anal Galore
- 2013: Anal Attack
- 2013: Blondes Love It Black 5
- 2014: Interracial Fantasy
- 2014: 2 Girls On My Cock 2
- 2014: Nurses – Scene 5
- Whorecraft, Episode 4 – Man Hunt
- Jack’s Big Tit Show 4
- 2015: 100% Pussy
- 2015: Busty Blonde Blowout
- 2015: Fuck Party
- 2015: Give It To Me
- 2015: Keiran Lee's 1000th: This Is Your ZZ Life
- 2015: Strictly Pussy 3
- 2016: Getting Dirty 2
- 2016: I Dream Of Pussy
- 2018: Busty Black Cock Sluts
- 2018: Shyla Styles Unreleased From the Anal Vault
- 2019: Sluts With Beautiful Butts
- 2020: Cock Greedy Milfs
- 2020: Hot-Blooded Porn Stars
- 2020: Greedy Porn Stars
- 2021: Neighbor Affair
- 2021: Naughty Country Girls

## Auszeichnungen & Nominierungen
- 2003: AVN Award Nominierung – Best New Starlet[5]
- 2007: XRCO Award Nominierung – Best Cumback[6]
- 2007: AVN Award Nominierung – Best All-Girl Sex Scene, Video: Girlvana 2, Zero Tolerance Entertainment, mit Sammie Rhodes und Jenaveve Jolie[7]
- 2008: AVN Award Nominierung – Best Supporting Actress, Video: Coming Home, Wicked Pictures[8]
- 2008: AVN Award Nominierung – Best Interactive DVD: My Plaything … Shyla Stylez, Digital Sin[8]
- 2009: AVN Award Nominierung – Best Tease Performance: Curvy Girls[9]
- 2009: AVN Award Nominierung – Best POV Sex Scene: Full Streams Ahead[9]
- 2009: AVN Award Nominierung – Best Group Sex Scene: Pirates II[9]
- 2010: AVN Award Nominierung – Best POV Sex Scene: Jack’s POV 12[10]
- 2010: AWMDB Fan Pick – Performer of the Year[11]
- 2011: Maxim UK’s Top 12 Pornstars[12]
- 2011: Aufnahme in die Urban X Awards Hall of Fame[13]
- 2016: Aufnahme in die AVN Hall of Fame[12]